# Rhys Britton
Pour les articles homonymes, voir Britton.
Rhys Britton (né le 13 mai 1999 à Pontypridd) est un coureur cycliste britannique, originaire du Pays de Galles et spécialiste de la piste. Il évolue au sein de l'équipe Saint Piran.

## Biographie
En 2016, Rhys Britton et Matthew Walls deviennent champions d'Europe de l'américaine juniors (moins de 19 ans). Aux mondiaux sur piste juniors disputés peu après, il remporte la médaille de bronze en poursuite par équipes. Il obtient trois nouvelles médailles aux championnats d'Europe juniors de 2017 : l'argent en poursuite par équipes, ainsi que le bronze sur la poursuite et l'américaine. La même année, il devient champion de Grande-Bretagne de l'américaine chez les juniors avec Jake Stewart.  
En 2018, il représente le Pays de Galles aux Jeux du Commonwealth sur la Gold Coast australienne. Il se classe quatrième de la poursuite par équipe et 14e du scratch. La même année, il est champion d'Europe de poursuite par équipes espoirs (moins de 23 ans) et gagne quatre médailles aux championnats de Grande-Bretagne sur piste, dont le titre en poursuite par équipes avec Ethan Hayter, Jake Stewart, Matthew Walls et Fred Wright. En 2019 et 2020, il ajoute huit podiums aux championnats nationaux sur piste, dont quatre titres.
Aux championnats d'Europe espoirs de 2021 à Apeldoorn, il gagne avec William Tidball le titre sur l'américaine, ainsi que l'argent en poursuite par équipes. Peu de temps après, avec Charlie Tanfield, Oliver Wood et William Tidball, il est médaillé de bronze de la poursuite par équipes aux championnats d'Europe de Granges. Il s'agit de sa première médaille internationale chez les élites. Il remporte à nouveau cette médaille de bronze aux championnats d'Europe 2022.
En 2023, il devient pour la première fois champion de Grande-Bretagne d'omnium.

## Palmarès sur piste

### Championnats du monde
| Édition / Épreuve    | Poursuite par équipes | Course scratch |
| Aigle 2016 (juniors) | Bronze                |                |
| Roubaix 2021         |                       | Bronze         |
| Ballerup 2024        | Argent                |                |

### Coupe des nations
- 2022
  - 1er de la course scratch à Milton
  - 2e de la poursuite par équipes à Glasgow
  - 2e de l'américaine à Milton
- 2023
  - 3e de la poursuite par équipes à Jakarta
- 2024
  - 1er de la poursuite par équipes à Adélaïde (avec Joshua Tarling, William Tidball, Josh Charlton et Charlie Tanfield)

### Championnats d'Europe
| Édition / Épreuve          | Poursuite individuelle | Poursuite par équipes                    | Américaine                | Scratch |
| Montichiari 2016 (juniors) |                        |                                          | Or (avec Matthew Walls)   |         |
| Anadia 2017 (juniors)      | Bronze                 | Argent                                   | Bronze                    |         |
| Aigle 2018 (espoirs)       |                        | Or (avec Holt, Bostock, Walls et Wright) |                           |         |
| Apeldoorn 2021 (espoirs)   |                        | Argent (avec George, Rushby et Tidball)  | Or (avec William Tidball) |         |
| Granges 2021               |                        | Bronze (avec Tanfield, Wood et Tidball)  |                           |         |
| Munich 2022                |                        | Bronze                                   |                           | 14e     |
| Heusden-Zolder 2025        |                        | Argent                                   |                           |         |

### Ligue des champions
- 2021
  - 2e du scratch à Panevėžys
  - 3e de l'élimination à Palma

### Championnats nationaux
- 2016
  -  Champion de Grande-Bretagne de l'américaine juniors
  - 2e du championnat de Grande-Bretagne du scratch juniors
  - 3e du championnat de Grande-Bretagne de poursuite juniors
  - 3e du championnat de Grande-Bretagne de course aux points juniors
- 2017
  -  Champion de Grande-Bretagne de l'américaine juniors
  - 2e du championnat de Grande-Bretagne du kilomètre juniors
  - 3e du championnat de Grande-Bretagne de poursuite juniors
- 2018
  -  Champion de Grande-Bretagne de poursuite par équipes
  - 2e du championnat de Grande-Bretagne de course aux points
  - 2e du championnat de Grande-Bretagne du scratch
  - 2e du championnat de Grande-Bretagne l'américaine
- 2019
  -  Champion de Grande-Bretagne de course aux points
  -  Champion de Grande-Bretagne de l'américaine (avec Fred Wright)
  - 2e du championnat de Grande-Bretagne de poursuite par équipes
  - 3e du championnat de Grande-Bretagne de l'omnium
- 2020
  -  Champion de Grande-Bretagne de course aux points
  -  Champion de Grande-Bretagne du scratch
  - 2e du championnat de Grande-Bretagne de poursuite par équipes
  - 3e du championnat de Grande-Bretagne de l'omnium
- 2022
  -  Champion de Grande-Bretagne de poursuite par équipes
- 2023
  -  Champion de Grande-Bretagne d'omnium

## Palmarès sur route

### Par année
- 2017
  - 3e étape des Trois Jours d'Axel
- 2024
  - 2e du Dudley Grand Prix

### Classements mondiaux
| Année           | 2019   | 2020   |
| --------------- | ------ | ------ |
| UCI Europe Tour | 2 011e | 1 394e |